# Čelevec, Šmarješke Toplice
Čelevec este o localitate din comuna Šmarješke Toplice, Slovenia, cu o populație de 52 de locuitori.